# Comté de Busia
Pour les articles homonymes, voir Busia (homonymie).
Le comté de Busia est un des quatre comtés de l'ancienne province occidentale au Kenya. Il est peuplé par les Luhya et les Teso (dans le nord) ainsi que, dans sa partie sud, également par des Luo. Son chef-lieu est Busia qui a la particularité d'être une ville frontière avec l'Ouganda. Il est traversé par la ligne équinoxiale dans son extrême sud.

## Histoire
C'est le 4 août 2010, par l'adoption par les Kényans de la nouvelle Constitution, qu'est créé le comté. Cependant, il faut attendre le 28 mars 2013 pour la pérennisation de ses pouvoirs législatifs et exécutifs.

## Toponymie
En langue lukhayo (un dialecte luhya) parlée par les Kahyo, bushiere signifiant « bonjour, comment-vas-tu ? » est une marque de salutation mutuelle utilisée tout au long de la journée. Les Britanniques ne pouvant prononcer ce mot correctement, l'on transformé en busia.

## Géographie et géologie
Le comté est bordé au sud par le comté de Siaya, à l'ouest par l'Ouganda (région de l'est) et à l'est par les comtés de Bungoma et de Kakamega.
Le point culminant est situé tout au nord du comté à 1 540 m (0° 40′ 42″ N, 34° 24′ 36″ E) tandis que le moins élevé est le lac Victoria à 1 131,7 m d'altitude (0° 03′ 16″ N, 33° 56′ 59″ E).

## Climat
La température moyenne annuelle est de 22 °C et la pluviométrie annuelle varie entre 750 et 1 800 mm.

## Population
La superficie totale est de 1 271,4 km2 dont 1 137,4 km2 de terre ferme et 137 km2 sur le lac Victoria. Cette surface de terre ferme pour 488 075 habitants donne une densité réelle de peuplement de 430 hab./km2. Lors du dernier recensement national de 2009, cette population était composée de 103 421 familles, soit une moyenne de 4,72 personnes par famille et constituée par 232 075 personnes de sexe masculin et 256 000 personnes de sexe féminin.
La distribution des âges se répartit en 47,9 % de 0-14 ans, 48,4 % de 15-64 ans et en 3,7 % de 65 ans et plus.

## Situation sanitaire
Le comté possède quatre hôpitaux publics, 49 dispensaires, 12 centres de santé de proximité, 10 cliniques privées et 3 maternités. 11 médecins sont actifs, soit un pour 42 300 habitants.
La mortalité infantile est de l'ordre de 75 pour 1 000 naissances tandis que la mortalité juvénile est de 111 pour 1 000. Les principales maladies rencontrées sont le paludisme, les affections des voies respiratoires et les maladies de l'appareil digestif.

## Enseignement
Selon le rapport annuel Statistical Abstract 2010 édité par le Kenya National Bureau of Statistics (KNBS),  (ISBN 9966-767-24-X) et concernant l'année 2009, le comté compte :
- 158 712 enfants scolarisés dans 420 écoles de l'enseignement primaire avec un ratio, dans les écoles publiques, de 1 instituteur pour 64 élèves ;
- 21 794 étudiants dans 90 établissements de l'enseignement secondaire avec un ratio, dans les écoles publiques, de 1 professeur pour 33 étudiants.

## Économie
Les principales activités sont agricoles avec la culture du maïs, du riz, de la patate douce, de différentes espèces de haricots, du manioc, du millet, et l'élevage de vaches laitières. Les ressources naturelles sont constituées par l'exploitation de la forêt et par la pêche sur le lac Victoria. Le comté compte huit banques commerciales et quatre institutions de microcrédit.
L'indice de pauvreté, aussi bien en milieu urbain que rural, est de 66 % et le ratio de dépendance économique est 100 dépendants pour 107 productifs.
Les localités de Busia et de Malaba constituent les principaux points de passage des marchandises, en provenance de Nairobi et de Mombasa, exportées vers l'Ouganda, le Rwanda, le Burundi et l'est de la République démocratique du Congo. Environ 700 camions traversent journellement la frontière à Malaba et environ 300 autres à Busia.

## Structure sociétale

### Structure exécutive et législative
Depuis le 28 mars 2013, et consécutivement aux élections générales du 4 mars 2013, le comté (County), comme tous les autres comtés du Kenya, est semi-autonome par rapport au gouvernement central. L'entité peut lever des impôts ou adopter des règlements locaux (par ex. : urbanisme, police) ainsi que gérer les ressources naturelles, humaines et les infrastructures pour autant que la décision ne soit pas contraire ni à la Constitution ni aux Lois de l'État. L'autorité exécutive du comté est responsable des moyens qui lui seront apportés par l'exécutif national.
L'autorité exécutive comporte un gouverneur, un vice-gouverneur et dix autres membres. Le gouverneur actuel est Sospeter Ojaamong (ODM).
L'assemblée locale est constituée de 60 élus (un par Ward, « autorité locale ») auxquels il faut ajouter le Président ex officio de l'assemblée locale (Chairman of the County Cuncil).

### Structure administrative
Le comté est divisé, depuis 2009, en six districts (wilaya) eux-mêmes partagés en divisions administratives (tarafa), elles-mêmes divisées en localités (Mtaa) et, enfin, ces dernières en quartiers (Kijiji) :
- district de Budalang'i, chef-lieu Port Victoria ;
- district de Butula, chef-lieu Butula ;
- district de Funyula, chef-lieu Funyula ;
- district de Matayos, chef-lieu Matayos ;
- district de Nambale, chef-lieu Nambale ;
- district de Busia Township, chef-lieu Busia.

Depuis les élections générales du 4 mars 2013, les districts ne sont plus gérés par l'exécutif national mais bien par l'exécutif local du comté.

### Structure électorale
Depuis 2009, le comté est constitué de sept circonscriptions électorales (Constituencies) représentées chacune par un député (Member of Parliament ou MP) à l'Assemblée nationale qui compte actuellement 351 membres.
C'est en 2009 que sont venus s'ajouter les circonscriptions de Matayos et de Teso aux cinq qui existaient depuis 1998, à savoir Amagoro, Budalang’i, Butula, Funyula et Nambale. Contrairement à d'autres comtés, celui de Busia conservera, à partir de 2013, ses sept circonscriptions.
Durant l'élection législative du 4 mars 2013, les électeurs du comté ont aussi, pour la première fois, élu leur représentant au Sénat. Celui-ci est Amos Wako (ODM).

### Localités et autres lieux du comté
- Busia, chef-lieu du comté et du district de Busia Townschip ;
- lac Victoria ;
- rivière Nzoia.

### Personnalités liées au comté
- Julia Ojiambo, fut la première kényane à devenir l'assistante d'un ministre en 1974 ;
- Robert Wangila, (1967-1994) fut, durant les Jeux olympiques d'été de 1988, le premier boxeur africain à gagner une médaille d'or.